# Plaza de Armas de La Serena

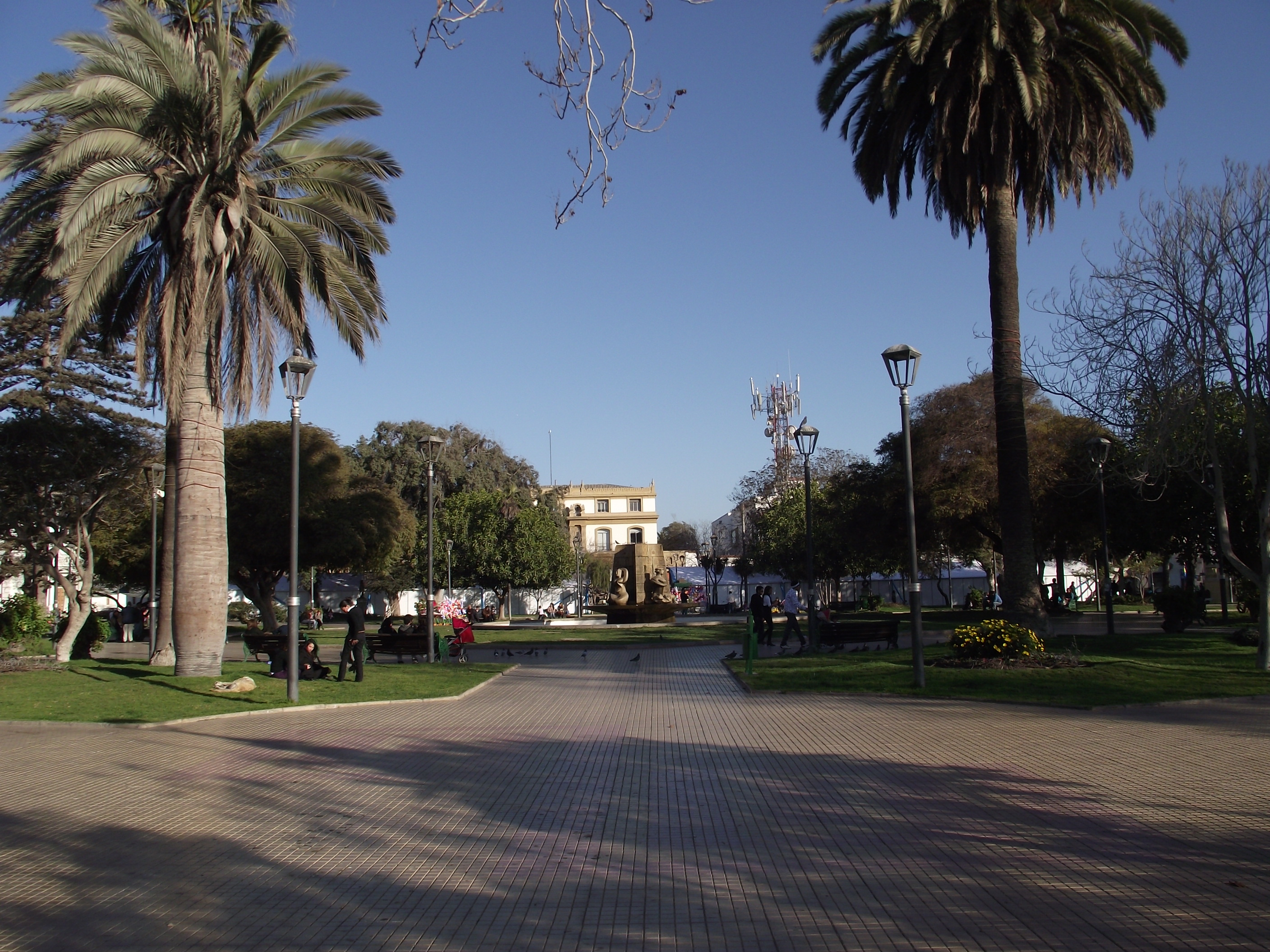
Plaza de Armas de La Serena, ubicada en pleno centro cívico de la ciudad de La Serena.

La plaza de Armas de La Serena es la plaza principal de la ciudad de La Serena, en la Región de Coquimbo en Chile. 

## Descripción
Las calles que la rodean son calle Los Carrera al este, calle Prat al norte, calle Matta al oeste y calle Cordovez al sur.
En el terreno donde se encuentra se refundó la ciudad de San Bartolomé de La Serena el 26 de agosto de 1549. Es el principal paseo público de la ciudad y su centro se adorna por una gran fuente esculpida en piedra, obra del artista Samuel Román.
La superficie del área verde es de 4.295 m². Las principales especies que se pueden encontrar son: palma Chilena, jacarandá, vilcas, cedro, melias, coronas del Inca, laureles en flor, olivos de Bohemia, etc.
En los alrededores de la Plaza de Armas de La Serena se encuentra el Edificio de la Intendencia de la Región de Coquimbo, el edificio de la Municipalidad de La Serena y la Corte de Apelaciones, el Arzobispado de La Serena, la Catedral, el ex Cine Centenario, el Museo Gabriel González Videla y la plaza homónima, y un edificio que alberga a varios servicios públicos.

### Entorno
| Lado Norte |  |  |  |  |           |
| Lado Oeste |  |  |  |  | Lado Este |
|            |  |  |  |  |           |
|            |  |  |  |  |           |
|            |  |  |  |  |           |
|            |  |  |  |  |           |
|            |  |  |  |  |           |
| Lado Sur   |  |  |  |  |           |